# Speocera ranongensis
Speocera ranongensis is een spinnensoort uit de familie Ochyroceratidae. De soort komt voor in Thailand.